# في قلوب الطيور الخضراء
في قلوب الطيور الخضراء: شهداء البوسنة هو كتاب ألفه عدد من المؤلفين المجهولين عن الحرب في البوسنة والهرسك، يُعد نصًا أساسيًا في الأدب الإسلامي ويوجد بالعديد من اللغات والترجمات. ويركز على وفاة المسلمين الأجانب الذين ذهبوا إلى البوسنة للدفاع عن المدينيين (المجاهدين) ويصف وفاتهم بأنها وفاة الشهداء. الكتاب متاح على العديد من مواقع الإنترنت، ويحظى بشعبية خاصة في شكله الصوتي، وهو الشكل الأصلي قبل ظهوره كنص مطبوع. تتضمن الإصدارات الصوتية الأناشيد، وهي أغاني ذات توجه إسلامي سجلها الشهداء قبل وفاتهم. (ديفجي: 87، 110)
يشير العنوان إلى الاعتقاد الشائع بأن أرواح الشهداء محمولة في قلوب الطيور الخضراء. كانت هذه الفكرة أيضًا مصدر إلهام لكتاب يحمل اسمًا مشابهًا ولكن موضوعًا مختلفًا تمامًا، وهو في جوف الطائر الأخضر [الإنجليزية]، وهو سرد لسقوط صدام حسين والعمليات العسكرية الأمريكية في العراق (زيناكيس). نير روزن [الإنجليزية] هو مؤلف هذا الكتاب الأخير.
رغم أن الكتاب يُركز على البوسنة وما حلّ بها، إلا أن القنوات الأوروبية عدَّته مصدر قلق، فقِيل إن الكتاب أغرى ساجد بادات، وهو بريطاني الجنسية، بالسفر إلى أفغانستان للانضمام إلى تنظيم القاعدة في عام 2001.